# 2005–2006-os magyar női kosárlabda-bajnokság
A 2005–2006-os magyar női kosárlabda-bajnokság a hatvankilencedik magyar női kosárlabda-bajnokság volt. Az A csoportban tizenegy csapat indult el, a csapatok két kört játszottak. Az alapszakasz után az 1-8. helyezettek play-off rendszerben játszottak a bajnoki címért, a 9-11. helyezettek pedig újabb két kört játszottak a kiesés elkerüléséért.
Az előző évben kizárt Ventwest-Foton Sopron csapata Győrbe tette át székhelyét, Rába Quelle-Foton-Veritas Győr néven indult.

## Alapszakasz
| #   | Csapat                         | M  | Gy | V  | K+   | K-   | P  |
| --- | ------------------------------ | -- | -- | -- | ---- | ---- | -- |
| 1.  | MiZo Pécs                      | 20 | 18 | 2  | 1641 | 942  | 38 |
| 2.  | MKB-Euroleasing Sopron         | 20 | 17 | 3  | 1753 | 1251 | 37 |
| 3.  | Diósgyőri KSK                  | 20 | 17 | 3  | 1456 | 1181 | 37 |
| 4.  | BSE-ESMA                       | 20 | 15 | 5  | 1513 | 1288 | 35 |
| 5.  | Zala Volán-Zalaegerszegi TE    | 20 | 11 | 9  | 1425 | 1351 | 31 |
| 6.  | Szolnoki NKK                   | 20 | 10 | 10 | 1330 | 1445 | 30 |
| 7.  | Szeviép-Szeged KE              | 20 | 8  | 12 | 1420 | 1457 | 28 |
| 8.  | Atomerőmű-KSC Szekszárd        | 20 | 7  | 13 | 1290 | 1390 | 27 |
| 9.  | Rába Quelle-Foton-Veritas Győr | 20 | 4  | 16 | 1208 | 1500 | 24 |
| 10. | BEAC-Újbuda                    | 20 | 2  | 18 | 1124 | 1602 | 22 |
| 11. | Kanizsa DKK                    | 20 | 1  | 19 | 1105 | 1858 | 21 |

* M: Mérkőzés Gy: Győzelem V: Vereség K+: Dobott kosár K-: Kapott kosár P: Pont

## Rájátszás

### 1–8. helyért
Negyeddöntő: MiZo Pécs–Atomerőmű-KSC Szekszárd 93–54, 82–53 és MKB-Euroleasing Sopron–Szeviép-Szeged KE 96–52, 88–82 és Diósgyőri KSK–Szolnoki NKK 83–53, 76–54 és BSE-ESMA–Zala Volán-Zalaegerszegi TE 66–59, 54–75, 60–56
Elődöntő: MiZo Pécs–BSE-ESMA 96–53, 86–73 és MKB-Euroleasing Sopron–Diósgyőri KSK 69–64, 78–70
Döntő: MiZo Pécs–MKB-Euroleasing Sopron 77–46, 83–69, 73–64
3. helyért: Diósgyőri KSK–BSE-ESMA 73–54, 56–61, 63–71
5–8. helyért: Zala Volán-Zalaegerszegi TE–Atomerőmű-KSC Szekszárd 75–70, 57–83, 71–64 és Szolnoki NKK–Szeviép-Szeged KE 81–72, 62–73, 61–74
5. helyért: Zala Volán-Zalaegerszegi TE–Szeviép-Szeged KE 84–59, 64–77, 78–53
7. helyért: Szolnoki NKK–Atomerőmű-KSC Szekszárd 76–57, 77–76

### 9–11. helyért
| #   | Csapat                         | M  | Gy | V  | K+   | K-   | P  |
| --- | ------------------------------ | -- | -- | -- | ---- | ---- | -- |
| 9.  | Rába Quelle-Foton-Veritas Győr | 24 | 8  | 16 | 1533 | 1734 | 32 |
| 10. | BEAC-Újbuda                    | 24 | 3  | 21 | 1385 | 1878 | 27 |
| 11. | Kanizsa DKK                    | 24 | 2  | 22 | 1360 | 2187 | 26 |